# Río Dumo
Río Dumo är ett vattendrag  i Chile.   Det ligger i regionen Región de la Araucanía, i den södra delen av landet, 500 km söder om huvudstaden Santiago de Chile.
Omgivningen kring Río Dumo består till största delen av jordbruksmark och området är ganska glesbefolkat, med 27 invånare per kvadratkilometer.